# Aleksandrs Jeļisejevs
Aleksandrs Jeļisejevs (1971. augusztus 11. –) egykori lett válogatott labdarúgó, egyszeres gólkirály a lett labdarúgó-bajnokságban. Jelenleg a lett U16-os válogatott edzőjeként dolgozik.

## Góljai a lett válogatottban
| #  | Dátum              | Ellenfél   | Eredmény | Kiírás              | Esemény     |
| -- | ------------------ | ---------- | -------- | ------------------- | ----------- |
| 1. | 1996. július 8.    | Litvánia   | 1 – 2    | Balti-kupa          | 44' 45' 70' |
| 2. | 1997. február 15.  | Litvánia   | 1 – 0    | barátságos mérkőzés | 66'         |
| 3. | 1997. május 18.    | Észtország | 3 – 1    | Vb-selejtező        | 46' 80'     |
| 4. | 2000. november 15. | San Marino | 1 – 0    | Vb-selejtező        | 9' 84'      |